# Nueva perspectiva sobre el apóstol Pablo

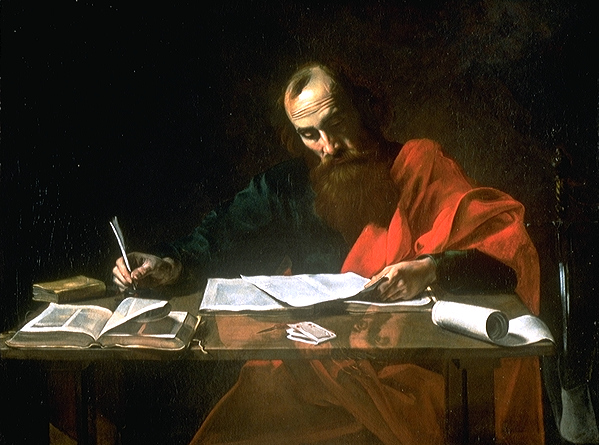
Valentin de Boulogne: San Pablo escribiendo sus epístolas, 1618-1620 circa (Museum of Fine Arts, Houston, Texas).

La Nueva perspectiva sobre Pablo es un movimiento dentro del campo de los estudios bíblicos que se ocupa de la comprensión de las escritos del apóstol Pablo. La "nueva perspectiva" se inició con la obra del erudito liberal E. P. Sanders de 1977 Paul and Palestinian Judaism.
La antigua perspectiva protestante afirma que Pablo aboga por la justificación mediante la fe en Jesucristo frente a la justificación por las obras de la Ley. Después de la Reforma, esta perspectiva fue conocida como sola fide; esto fue tradicionalmente entendido como Pablo argumentando que las buenas obras de los cristianos no serían un factor en su salvación - sólo su fe contaría. En esta perspectiva, el Judaísmo del Segundo Templo del siglo I se descarta como estéril y legalista.
Según Sanders, las cartas de Pablo no abordan las buenas obras en general, sino que cuestionan observancias como circuncisión, leyes dietéticas, y Leyes del Sabbat, que eran los "marcadores de límites" que diferenciaban a los judíos de los demás grupos étnicos. Según Sanders, el judaísmo palestino del siglo I no era una "comunidad legalista", ni estaba orientado a la "salvación por las obras". Como pueblo elegido de Dios, estaban bajo su pacto. Contrariamente a la creencia protestante, seguir la Ley no era una forma de entrar en el pacto, sino de permanecer dentro de él.
Cabe destacar que algunos consideran que el asunto de Antigua y Nueva Perspectiva sobre Pablo es una discusión dentro del Protestantismo, puesto que sostienen que la Nueva Perspectiva de Pablo en cierta forma no es nada nueva, pues la Iglesia Católica Romana ha mantenido que las Buenas Obras juegan un papel en la salvación.

## Desarrollo
Desde la Reforma protestante (c. 1517), los estudios de las escritos de Pablo han estado muy influenciados por los puntos de vista de los reformadores que se dice que atribuyen los atributos negativos que asociaban con el catolicismo romano del siglo XVI al judaísmo del Segundo Templo.[cita requerida] Estos puntos de vista protestantes históricos sobre los escritos de Pablo son llamados "la vieja perspectiva" por los adherentes de la "nueva perspectiva sobre Pablo". La "nueva perspectiva" es un intento de volver a analizar las cartas de Pablo e interpretarlas sobre la base de una comprensión del judaísmo del primer siglo, tomado en sus propios términos.
En 1963 Krister Stendahl, a quien la erudición moderna considera tan influyente como E.P. Sanders en el desarrollo de la "nueva perspectiva sobre Pablo",: 63  publicó un artículo en el que argumentaba que la típica visión luterana de la teología de Pablo no coincidía con las afirmaciones de los escritos paulinos, y de hecho se basaba en suposiciones erróneas sobre las creencias de Pablo más que en una interpretación cuidadosa de sus escritos. Stendahl advirtió contra la imposición de las ideas occidentales modernas sobre la Biblia, y especialmente sobre las obras de Pablo. En 1977 E. P. Sanders, teólogo liberal y académico, publicó Pablo y el judaísmo palestino. En esta obra estudia la literatura judía y los escritos de Pablo, argumentando que la comprensión protestante tradicional de la teología del judaísmo y de Pablo era fundamentalmente incorrecta.
Sanders continuó publicando libros y artículos en este campo, y pronto se le unió el erudito wesleyano James D. G. Dunn. Dunn informa de que el teólogo anglicano N. T. Wright fue el primero en utilizar el término "nueva perspectiva sobre Pablo" en su conferencia Tyndale de 1978. El término se hizo más conocido después de ser utilizado por Dunn como el título de su 1982 Manson Memorial Lecture donde resumió y afirmó el movimiento. La obra de estos escritores inspiró a un gran número de académicos a estudiar, discutir y debatir las cuestiones pertinentes. Desde entonces se han publicado muchos libros y artículos que abordan las cuestiones planteadas. N.T. Wright ha escrito un gran número de obras destinadas a popularizar la "nueva perspectiva" fuera del ámbito académico.
El movimiento de la "nueva perspectiva" está estrechamente relacionado con un reciente aumento del interés académico por el estudio de la Biblia en el contexto de otros textos antiguos y el uso de métodos científico-sociales para comprender la cultura antigua. Estudiosos afiliados a The Context Group han reclamado diversas reinterpretaciones de los textos bíblicos basadas en estudios sobre el mundo antiguo.

## Ideas principales
A menudo se señala que el título singular "la nueva perspectiva" da una injustificada impresión de unidad.[cita requerida] Se trata de un campo de estudio en el que muchos estudiosos[¿quién?] se dedican activamente a la investigación y revisan continuamente sus propias teorías a la luz de las nuevas pruebas, y que no necesariamente están de acuerdo entre sí sobre una cuestión determinada. Muchos han sugerido que un título plural de "nuevas perspectivas" podría ser más preciso. En 2003, N. T. Wright, distanciándose tanto de Sanders como de Dunn, comentó que "probablemente hay casi tantas posturas de 'nuevas' perspectivas como escritores que las defienden, y no estoy de acuerdo con la mayoría de ellas". Existen ciertas tendencias y puntos en común dentro del movimiento, pero lo que se mantiene en común es la creencia de que las perspectivas históricas luteranas y reformadas de Pablo Apóstol y el judaísmo son fundamentalmente incorrectas. Los siguientes son algunos de los temas que se discuten ampliamente.

### Obras de la Ley
Las cartas de Pablo contienen una cantidad sustancial de críticas con respecto a la "obras de la Ley". La diferencia radical en estas dos interpretaciones de lo que Pablo quiso decir con "obras de la Ley" es el rasgo distintivo más consistente entre las dos perspectivas. Las perspectivas protestantes históricas interpretan esta frase como refiriéndose al esfuerzo humano para hacer buenas obras con el fin de cumplir con los estándares de Dios (Justicia de las obras).[cita requerida] En este punto de vista, Pablo está argumentando en contra de la idea de que los seres humanos pueden merecer la salvación de Dios sólo por sus buenas obras (tenga en cuenta que la "nueva" perspectiva está de acuerdo en que no podemos merecer la salvación; la cuestión es qué es exactamente lo que Pablo está abordando).
Por el contrario, los eruditos de la nueva perspectiva consideran que Pablo habla de "insignias de pertenencia a la alianza" o critica a los creyentes gentiles que habían empezado a confiar en la Torá para calcular el parentesco judío. Se argumenta que en la época de Pablo, los israelitas se enfrentaban a la disyuntiva de seguir con sus costumbres ancestrales, la Torá, o seguir la tendencia del Imperio Romano a adoptar costumbres griegas (helenización, véase también antinomianismo, judaísmo helenístico y controversia de la circuncisión en el cristianismo primitivo). El punto de vista de la nueva perspectiva es que los escritos de Pablo discuten los méritos comparativos de seguir la antigua Israelita o las antiguas costumbres griegas. Se interpreta que Pablo critica la opinión judía común de que seguir las costumbres israelitas tradicionales hace que una persona sea mejor ante Dios, señalando que Abraham era justo antes de que se diera la Torá. Pablo identifica las costumbres que le preocupan como circuncisión, leyes dietéticas, y observancia de días especiales.
Craig A. Evans sostiene que un texto de los Manuscritos del Mar Muerto conocido como 4QMMT emplea la expresión "obras de la Ley" para referirse únicamente a leyes de pureza como evitar comer con los gentiles, lo que, según él, muestra que la crítica de Pablo a la salvación a través de "obras de la Ley" significaba que los gentiles no necesitaban adoptar las leyes de pureza judías para ser justificados.

### Esfuerzo humano y buenas obras
Debido a su interpretación de la frase "obras de la ley", los teólogos de las perspectivas protestantes históricas ven la retórica de Pablo como contraria al esfuerzo humano para ganar la justicia. Esto es a menudo citado por los teólogos protestantes y reformados como una característica central de la religión cristiana, y los conceptos de sola gratia y sola fide son de gran importancia dentro de los credos de estas denominaciones.[cita requerida]
Las interpretaciones de "nueva perspectiva" de Pablo tienden a dar como resultado que Pablo no tiene nada negativo que decir sobre la idea del esfuerzo humano o las buenas obras, y dice muchas cosas positivas sobre ambos. Los eruditos de la nueva perspectiva señalan las muchas declaraciones en los escritos de Pablo que especifican que el criterio del juicio final son las obras del individuo.

Juicio final según las obras... estaba bastante claro para Pablo (como de hecho para Jesús). Pablo, en compañía de la corriente principal del judaísmo del segundo templo, afirma que el juicio final de Dios será de acuerdo con la totalidad de una vida llevada - de acuerdo, en otras palabras, con las obras.
 N. T. Wright

Wright, sin embargo, no sostiene la opinión de que las buenas obras contribuyen a la salvación de uno, sino más bien que el juicio final es algo que los cristianos pueden esperar como una vindicación futura de la declaración actual de Dios de su justicia. En otras palabras, las obras de uno son producto de su salvación y el juicio futuro lo reflejará. Otros tienden a dar más valor a la importancia de las buenas obras que las perspectivas protestantes históricas, opinando que contribuyen causalmente a la salvación del individuo.[cita requerida]
Los defensores de las perspectivas protestantes históricas a menudo ven esto como "salvación por obras", y como algo malo, que contradice los principios fundamentales del cristianismo. Los estudiosos de las nuevas perspectivas suelen responder que sus puntos de vista no son tan diferentes. Para la perspectiva de Lutero y Calvino, Dios capacita al individuo para la fe que conduce a la salvación y también a las buenas obras, mientras que en la "nueva" perspectiva Dios capacita a los individuos para la fe (demostrada en buenas obras), que conduce a la salvación.[cita requerida]

### Pistis Christou- 'fe en', o 'fidelidad de'
Un debate en curso relacionado con la "nueva" perspectiva ha sido sobre el uso de Pablo de la palabra griega pistis (πίστις, que significa "confianza", "creencia", "fe", o "fidelidad"). Los escritores con una perspectiva protestante más histórica han interpretado típicamente esta palabra como significando una creencia en Dios y Cristo, y confianza en Cristo para la salvación con fe en que él te salvará.[cita requerida] Esta interpretación se basa en varios pasajes de la Biblia, en particular la epístola a los Efesios: "Porque por gracia sois salvos por medio de la fe. Y esto no es obra vuestra, sino don de Dios, no por obras, para que nadie se gloríe" (Ef. 2:9). E. P. Sanders ha reconocido que Efesios 2:9 enseña la perspectiva tradicional.
Por el contrario, muchos estudios recientes de la palabra griega pistis han concluido que su significado primario y más común era fidelidad, es decir, compromiso firme en una relación interpersonal. Como tal, la palabra podría ser casi sinónimo de "obediencia" cuando las personas en la relación tenían diferentes niveles de estatus (por ejemplo, un esclavo siendo fiel a su amo). Lejos de ser equivalente a "falta de esfuerzo humano", la palabra parece implicar y exigir esfuerzo humano. La interpretación de los escritos de Pablo en el sentido de que necesitamos obedecer "fielmente" los mandatos de Dios es muy distinta de la que le ve diciendo que necesitamos tener "fe" en que Él lo hará todo por nosotros. Esto también se argumenta para explicar por qué Santiago fue inflexible en que "la fe sin obras está muerta" y que "un hombre es justificado por las obras, y no sólo por la fe" (Js. 2:24), mientras que también dice que el mero hecho de creer coloca a uno en el mismo nivel que los demonios (ver Sant. 2). La "nueva" perspectiva argumenta que Santiago estaba preocupado por aquellos que intentaban reducir la fe a una suscripción intelectual sin ninguna intención de seguir a Dios o a Jesús, y que Pablo siempre quiso que "fe" significara una plena sumisión a Dios.
Otra cuestión relacionada es el debate sobre la pistis Christou ("fe de Cristo"). Pablo utiliza varias veces esta frase en puntos clave de sus escritos y es lingüísticamente ambigua en cuanto a si se refiere a la fe en Cristo ("genitivo objetivo"), o a la propia fidelidad de Cristo a Dios ("genitivo subjetivo"), o incluso a la fidelidad de los cristianos a Dios como la de Cristo ("genitivo adjetival"). Existe un amplio desacuerdo dentro de la comunidad académica sobre cuál de estas es la mejor interpretación. La traducción de la NET Bible se convirtió en la primera traducción de la Biblia en inglés de la corriente principal en utilizar una traducción genitiva subjetiva ("la fidelidad de Jesucristo") de esta frase.

### Gracia, o favor
Los escritores con una perspectiva protestante más histórica han traducido generalmente la palabra griega charis como "gracia" y han entendido que se refiere a la idea de que hay una falta de esfuerzo humano en la salvación porque Dios es el factor de control. Sin embargo, quienes estudian la cultura griega antigua han señalado que "favor" es una mejor traducción, ya que la palabra se refiere normalmente a "hacer un favor". En las sociedades antiguas existía la expectativa de que tales favores fueran devueltos, y este sistema semiformal de favores actuaba como préstamos. La entrega de regalos se correspondía con la expectativa de reciprocidad. Por lo tanto, se argumenta que cuando Pablo habla de cómo Dios nos hizo un "favor" al enviar a Jesús, está diciendo que Dios tomó la iniciativa, pero no está implicando una falta de esfuerzo humano en la salvación, y de hecho está implicando que los cristianos tienen la obligación de devolver el favor que Dios ha hecho por ellos. Algunos argumentan que este punto de vista socava el "favor" inicial -de enviar a Jesús- al decir que, a pesar de su vida, muerte y resurrección, los cristianos siguen teniendo, como antes, que ganarse el camino al cielo. Sin embargo, otros señalan que se trata de los cuernos de un falso dilema (todo gracia frente a todo obras). Muchos defensores de la nueva perspectiva que ven "charis" como "favor" no enseñan que los cristianos ganan su camino al cielo fuera de la muerte de Cristo. El perdón de los pecados a través de la sangre de Cristo sigue siendo necesario para la salvación. Pero, ese perdón exige esfuerzo por parte del individuo

### La Expiación
Para los escritores de las perspectivas protestantes históricas, la teoría de la expiación sustitución penal y la creencia en la "obra acabada" de Cristo han sido fundamentales. Los escritores de la nueva perspectiva han cuestionado regularmente si este punto de vista es realmente de tanta importancia en los escritos de Pablo. En general, los escritores de la nueva perspectiva han argumentado que otras teorías de la expiación son más importantes en el pensamiento de Pablo, pero ha habido un acuerdo mínimo entre ellos en cuanto a cuál podría ser el verdadero punto de vista de Pablo sobre la expiación.
Lo que sigue es una amplia muestra de los diferentes puntos de vista defendidos por varios eruditos:
- E. P. Sanders argumentó que la idea central de Pablo era que participamos espiritualmente de forma mística en el Cristo resucitado y que todo el lenguaje judicial de Pablo estaba subordinado al lenguaje participativo.[8]
- N. T. Wright ha argumentado que Pablo ve a Israel como representante de la humanidad y asumiendo la pecaminosidad de la humanidad a través de la historia. Jesús, a su vez, como Mesías, es representante de Israel y concentra en sí mismo los pecados de Israel en la cruz. El punto de vista de Wright es, por tanto, una forma "historizada" de Sustitución Penal.[35]
- Chris VanLandingham ha argumentado que Pablo ve a Cristo como habiendo derrotado al Diablo y como enseñando a los humanos cómo Dios quiere que vivan y dándoles ejemplo.[36]
- David Brondos ha argumentado que Pablo ve a Jesús como sólo una parte en una narrativa más amplia en la que la Iglesia está trabajando para transformar las vidas de los individuos y el mundo, y que el lenguaje participativo de Pablo debe entenderse en un sentido ético (seres humanos que viven vidas como Cristo) en lugar de místicamente como pensaba Sanders.[37]
- Pilch y Malina opinan que Pablo sostiene la Teoría de la satisfacción de la expiación.[38]
- Stephen Finlan sostiene que Pablo utiliza numerosas metáforas diferentes para describir la expiación; "justificado por su sangre" (Rom 5:9) significa que una sustancia cultual tiene un efecto judicial. Pablo también enseñó la transformación de los creyentes en la imagen de Dios a través de Cristo (Teosis).[39]

## Críticas
La "nueva" perspectiva ha sido un tema extremadamente controvertido y ha suscitado fuertes argumentos y recriminaciones desde ambos lados del debate.
En 2003 Steve Chalke, tras verse influido por escritores de la nueva perspectiva, publicó un libro dirigido a un público popular en el que hacía comentarios que fueron interpretados como muy críticos con la teoría de la sustitución penal de la expiación. Esto causó una extensa y continua controversia entre los evangélicos en Gran Bretaña, con una fuerte reacción por parte de laicos y defensores de las tradiciones protestantes históricas. Las opiniones de Chalke suscitaron numerosos apoyos y críticas, y se escribieron numerosos artículos, blogs y libros a ambos lados del debate.
La continua controversia llevó a la Alianza Evangélica a organizar un simposio en julio de 2005 para debatir la cuestión. Un acta de este simposio incluye un capítulo de Chalke y sus opiniones también se recogen en "el debate sobre la expiación". Un grupo de tres teólogos evangélicos conservadores respondieron a Chalke con su libro, Pierced for our Transgressions (Crossway Publishing, 2007), que criticaba duramente la postura de Chalke por considerarla incoherente con algunas confesiones de fe evangélicas. Sin embargo, N. T. Wright respaldó a Chalke y se pronunció en contra de este último libro, comentando, por ejemplo, que 'a pesar de los sonoros respaldos de hombres famosos, [Pierced For Our Transgressions] es profunda, profunda e inquietantemente antibíblico.
Ambos lados del debate han intentado reivindicar la visión más elevada, y más exacta, de las Escrituras. Los defensores de la nueva perspectiva afirman que los partidarios de los puntos de vista protestantes históricos están demasiado comprometidos con la Protestante tradición histórica, y por lo tanto no logran hacer una lectura "natural" de la Biblia; mientras que los de las perspectivas protestantes afirman que los defensores de la nueva perspectiva están demasiado intrigados por ciertas interpretaciones del contexto y la historia, que luego conducen a un enfoque hermenéutico sesgado del texto.[cita requerida]
La "nueva" perspectiva ha sido duramente criticada por muchos estudiosos de la tradición reformada y protestante, argumentando que socava la interpretación clásica, individualista y agustiniana de la elección y no refleja fielmente las enseñanzas de las Escrituras. En los últimos años ha sido objeto de acalorados debates entre los evangélicos, principalmente debido a la creciente popularidad de N. T. Wright en los círculos evangélicos.

## Reacciones católicas y ortodoxas
La "nueva" perspectiva ha sido, en general, un debate interno entre los eruditos protestantes. Muchos escritores católicos y ortodoxos orientales han respondido favorablemente a las ideas de la nueva perspectiva, viendo una mayor coincidencia con ciertas corrientes de sus propias tradiciones. Para algunos dentro de la Iglesia católica, la "nueva" perspectiva es vista como un paso hacia la realidad progresiva de la salvación humana en Cristo. Pero para quienes siguen la exégesis de doctores y santos como Clemente, Juan Crisóstomo, san Ambrosio, san Agustín y santo Tomás, la llamada "nueva perspectiva" no es acogida como una lectura precisa de los textos paulinos. El erudito católico Joseph Fitzmyer ha escrito un comentario sobre Romanos que es decididamente agustiniano, contradiciendo la "nueva perspectiva" en muchos aspectos.
La mayor importancia que los escritores de la nueva perspectiva han dado a las buenas obras en la salvación ha creado un fuerte terreno común con muchos dentro de las Iglesias católica y ortodoxa. El protestantismo histórico nunca ha negado que haya un lugar para las obras buenas y fieles, pero siempre las ha excluido de la justificación, que los protestantes argumentan que es a través de la fe sola, y a la que las buenas obras no contribuyen, ya sea con o sin la gracia de Dios. Esto ha sido, desde la Reforma, una línea de distinción entre el protestantismo (tanto calvinista como luterana) y otras comuniones cristianas.